# Ana Firmino
Ana Maria do Rosario Firmino (Santa Maria, 1953) es una cantante y actriz caboverdiana.

## Trayectoria
Nació en la ciudad de Santa Maria, en Isla de Sal, Cabo Verde, en 1953. Desde pequeña vivió entre Cabo Verde y Portugal.Trabajó como secretaria hasta que pudo vivir de la música, ya en su treintena.
Es una cantante de morna. Ha actuado tanto en su país natal como en Europa.Colaboró en dos canciones del LP de Travadinha "Feiticeira di côr Morena". En 1989, actuó en los Encontros Acarte del Museo Calouste Gulbenkian y publicó el disco "Carta de nha Cretcheu" en Kolá Records. A inicios de la década de 1990, emigró a Portugal.
En 1997, actuó en la película Testamento do Senhor Napumoceno, de Francisco Manso, y al año siguiente en Fintar o Destino, de Fernando Vendrell.También en 1998, publicó el álbum Amor É Tão Sabe y en 2003 el álbum Viva Vida. En 2010, participó en el disco AfricaNatividade - Cheiro de Brasil de la cantante brasileña Sandra de Sá.
Chico Malandro es una de sus canciones más conocidas, siendo producida por Tito Paris. En 2015, comenzó a participar en el evento para visibilizar la morna en Portugual, Serenata do Intendente.

## Vida personal
En 1975, se casó con el artista plástico António Firmino en Guinea-Bisáu. Firmino es madre del rapero portugués Boss AC.